# Don't Be So Hard on Yourself
"Don't Be So Hard on Yourself" é uma canção da cantora britânica Jess Glynne, gravada para o seu álbum de estreia I Cry When I Laugh. Foi composta pela própria intérprete em conjunto com Wayne Hector, Tom Barnes, Ben Kohn e Peter Kelleher, sendo que os últimos três também trataram da sua produção sob o nome profissional de TMS. O seu lançamento ocorreu a 31 de julho de 2015, através da Atlantic Records e Warner Music Group.

## Faixas e formatos
| Descarga digital |                                |         |  |
| N.º              | Título                         | Duração |  |
| 1.               | "Don't Be So Hard on Yourself" | 3:31    |  |

## Desempenho nas tabelas musicais

### Posições
| Tabela musical (2015)            | Melhor posição |
| -------------------------------- | -------------- |
| Austrália - ARIA Singles Chart   | 37             |
| Bélgica - Ultratip (Flandres)    | 34             |
| Escócia - Scottish Singles Chart | 1              |
| Europa - Euro Digital Songs      | 1              |
| Irlanda - Top 100 Singles        | 16             |
| Reino Unido - UK Singles Chart   | 1              |

## Histórico de lançamento
| País        | Data                | Formato          | Editora discográfica |
| ----------- | ------------------- | ---------------- | -------------------- |
| Irlanda     | 31 de julho de 2015 | Descarga digital | Warner               |
| Portugal    | 31 de julho de 2015 | Descarga digital | Warner               |
| Reino Unido | 31 de julho de 2015 | Descarga digital | Warner               |